# Blaze (2018)
Blaze é um filme de drama estadunidense de 2018 dirigido e escrito por Ethan Hawke. Estrelado por Alia Shawkat e Sam Rockwell, estreou no Festival Sundance de Cinema em 22 de janeiro de 2018.

## Elenco
- Ben Dickey - Blaze Foley
- Alia Shawkat - Rosen
- Sam Rockwell
- Wyatt Russell - Glyn
- Steve Zahn
- Sybil Rosen - mãe de Rosen
- Kris Kristofferson - Mr. Foley
- Josh Hamilton - Zee
- Richard Linklater
- James Ourso
- David Kallaway
- Ritchie Montgomery